# 膠遼官話
膠遼官話（こうりょうかんわ）は、中国語官話方言（北方方言）の一種で、山東省の煙台から青島、さらに北の遼寧省南部の大連や丹東、吉林省の鴨緑江、黒竜江省のウスリー川流域における地方方言を含む。これは19世紀後半以降、「闖関東」と呼ばれる人口移動の過程で、多くの山東省人が遼寧省を含む満洲へ移住したために、この一帯で話されるようになったといわれている。
中国東北地区では、遼寧省瀋陽を中心に話されている東北官話とは一線を画す。「膠」は、青島市とその周辺の略称、または山東半島の別名「膠東半島」に由来する。
煙台方言と大連方言と威海方言が膠遼官話の代表と見なされる。

## 下位方言
- 登連片
- 青莱片
- 営通片

## 参考項目
- 中国語
- 官話
- 東北官話
- 北京語・北京官話
- 冀魯官話
- 西南官話